# خطاف أبيض الجناح

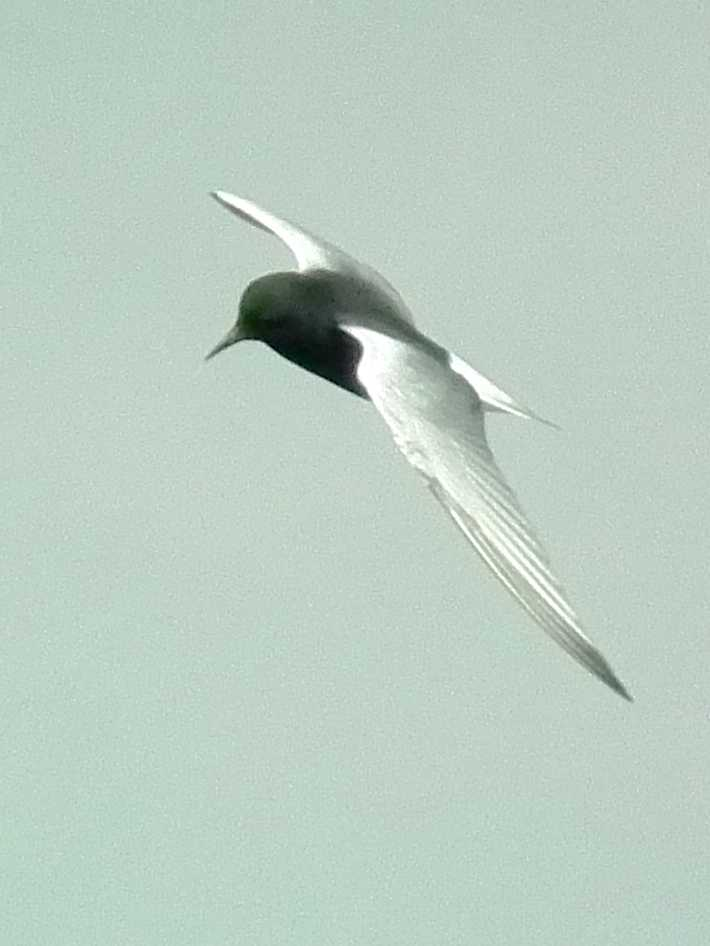

خطاف أبيض الجناح (الاسم العلمي: Chlidonias leucopterus) (بالإنجليزية: White-winged Tern)‏، هو طائر ينتمي إلى خطاف البحر (فصيلة: Tern).

## معرض صور

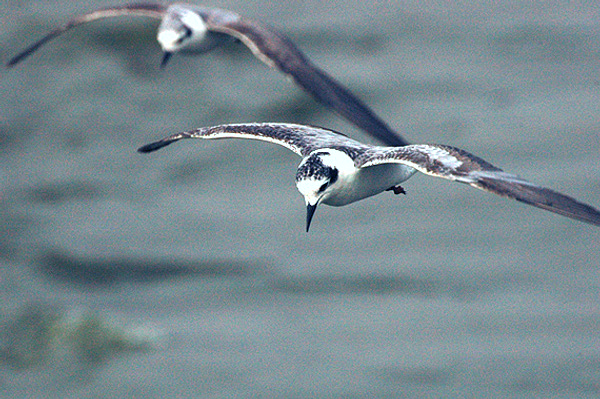
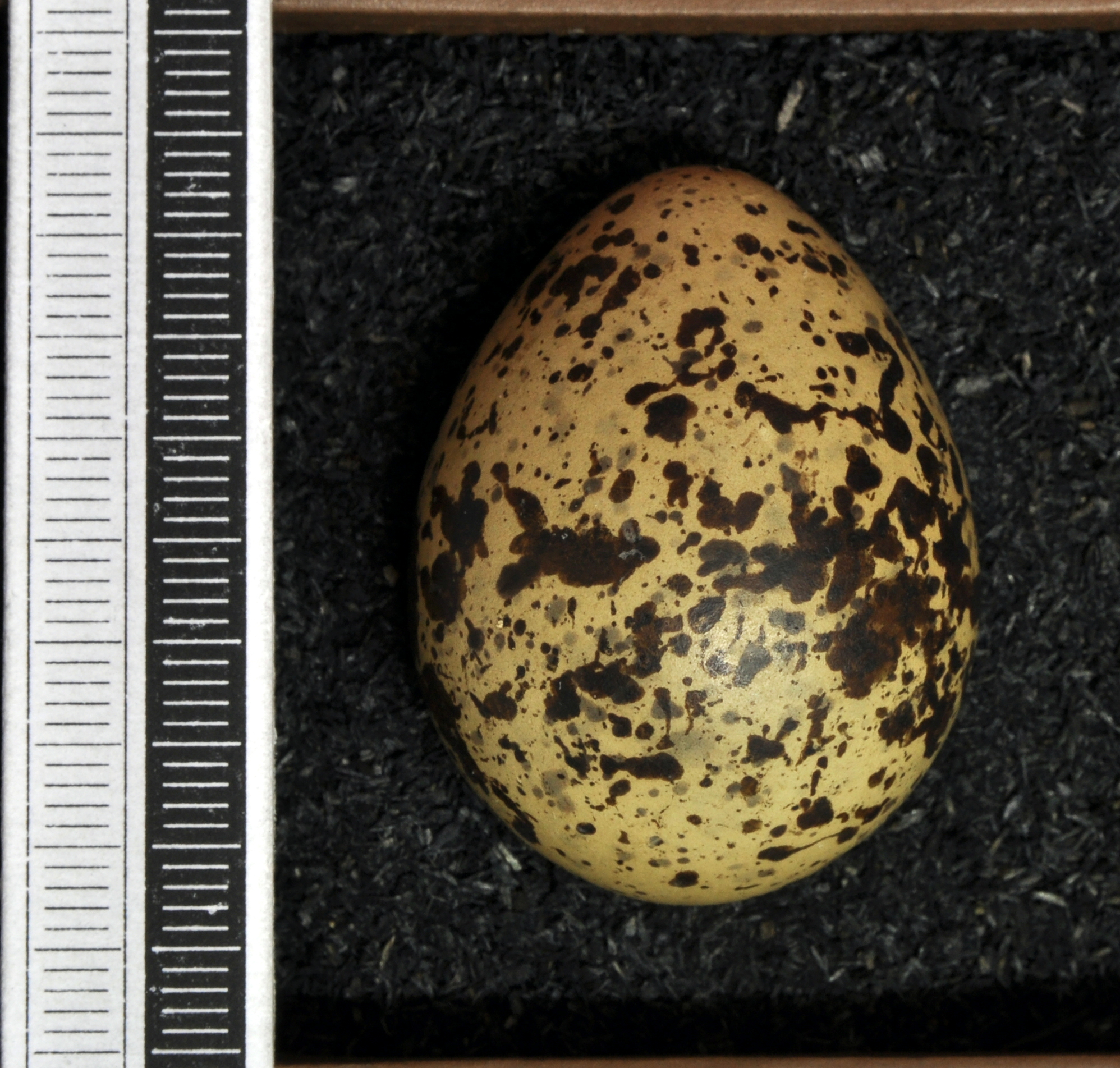
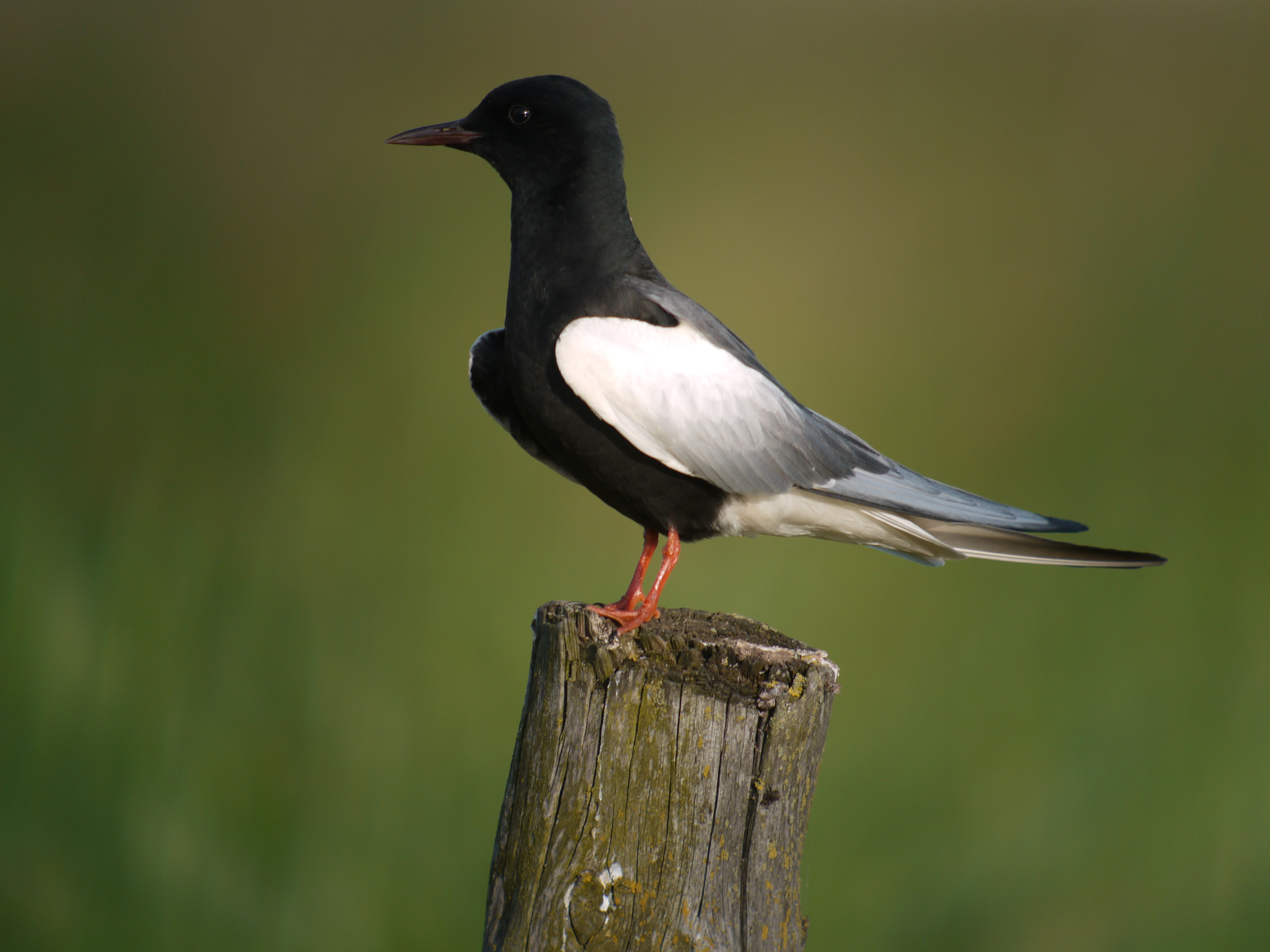